# La Boissière, Calvados
La Boissière är en kommun i departementet Calvados i regionen Normandie i norra Frankrike. Kommunen ligger i kantonen Lisieux 3e Canton som ligger i arrondissementet Lisieux. År 2022 hade La Boissière 188 invånare.

## Befolkningsutveckling
Antalet invånare i kommunen La Boissière
Referens: INSEE